# Communauté de communes du Pays de Barr
Die Communauté de communes du Pays de Barr ist ein französischer Gemeindeverband mit der Rechtsform einer Communauté de communes im Département Bas-Rhin in der Region Grand Est. Sie wurde am 22. Oktober 2012 gegründet und umfasst 20 Gemeinden. Der Verwaltungssitz befindet sich im Ort Barr.

## Historische Entwicklung
Der Gemeindeverband entstand unter der Bezeichnung Communauté de communes Barr-Bernstein mit Wirkung vom 1. Januar 2013 durch die Fusion der Vorgängerorganisationen
- Communauté de communes du Piémont de Barr und
- Communauté de communes du Bernstein et de l’Ungersberg

Per 1. Januar 2017 wurde der Gemeindeverband auf die aktuelle Bezeichnung umbenannt.

## Mitgliedsgemeinden
| Gemeinde                               | Einwohner 1. Januar 2022 | Fläche km² | Dichte Einw./km² | Code INSEE | Postleitzahl |
| -------------------------------------- | ------------------------ | ---------- | ---------------- | ---------- | ------------ |
| Andlau                                 | 1.759                    | 23,69      | 74               | 67010      | 67140        |
| Barr                                   | 7.152                    | 20,61      | 347              | 67021      | 67140        |
| Bernardvillé                           | 202                      | 2,76       | 73               | 67032      | 67140        |
| Blienschwiller                         | 308                      | 3,07       | 100              | 67051      | 67650        |
| Bourgheim                              | 635                      | 2,83       | 224              | 67060      | 67140        |
| Dambach-la-Ville                       | 2.207                    | 28,83      | 77               | 67084      | 67650        |
| Eichhoffen                             | 513                      | 2,30       | 223              | 67120      | 67140        |
| Epfig                                  | 2.246                    | 21,90      | 103              | 67125      | 67680        |
| Gertwiller                             | 1.273                    | 4,89       | 260              | 67155      | 67140        |
| Goxwiller                              | 835                      | 3,30       | 253              | 67164      | 67210        |
| Heiligenstein                          | 938                      | 3,99       | 235              | 67189      | 67140        |
| Itterswiller                           | 224                      | 1,18       | 190              | 67227      | 67140        |
| Le Hohwald                             | 501                      | 20,84      | 24               | 67210      | 67140        |
| Mittelbergheim                         | 598                      | 3,83       | 156              | 67295      | 67140        |
| Nothalten                              | 440                      | 4,00       | 110              | 67337      | 67680        |
| Reichsfeld                             | 295                      | 4,95       | 60               | 67387      | 67140        |
| Saint-Pierre                           | 613                      | 3,21       | 191              | 67429      | 67140        |
| Stotzheim                              | 1.090                    | 13,61      | 80               | 67481      | 67140        |
| Valff                                  | 1.369                    | 10,91      | 125              | 67504      | 67210        |
| Zellwiller                             | 808                      | 8,79       | 92               | 67557      | 67140        |
| Communauté de communes du Pays de Barr | 23.882                   | 189,49     | 126              | –          | –            |